# Нурбердыханов, Махтумкули
Махтумкули Нурбердыханов (или Махтум-Кули-Хан Нур Берды-Ханов, или Мехтем Нуберды-Ханов, 1859—1924) — подполковник, депутат Государственной думы II созыва от Закаспийской области. Единственный депутат-туркмен за все четыре созыва Государственной думы. Мусульманин-суннит.

## Биография
Родился 15 января 1859 года в Ахал-Теке в предгорьях Копетдага (ныне Туркменистан). Окончил медресе.
Аристократического происхождения, его отец Нурберды-хан (05.05.1826 — 28.04.1880) с октября 1850 года до самой смерти был главным ханом Ахал-Теке и носил титул Хан Ханов.
Старший брат Махтумкули хана, Бердымурад-хан, погиб в августе 1879 года при обороне крепости Геок-Тепе в первую Ахальскую экспедицию русского генерала Ломакина. После смерти отца Нурберды-хана его титул перешёл к сыну, Махтумкули-хану. На момент назначения ханом Махтумкули-хан был очень молод. Поэтому его визирем был назначен опытный Оразмаммет-хан, а судьей всего Ахала - Гурбанмырат Ишан. В то время царское правительство готовилось ко второй военной кампании по захвату Ахал-теке. Вторую оборону крепости Геок-Тепе возглавили знаменитые Гурбанмырат Ишан и Дыкма Сердар вместе с  Махтумкули-ханом. После того, как 12 января 1881 года крепость была взята русскими войсками, более года жил в Мерве. Вернулся в Асхабад летом 1882 года, ещё через год ему вернули личное оружие, сданное при переезде в зону дислокации русской армии. Перешёл на службу в российскую армию. Принял российское подданство.
В конце 1883 года майор милиции Махтумкули-хан вместе с штабс-ротмистром Алихановым-Аварским был направлен генералом Комаровым на переговоры в Мерв с предложением к его населению принять русское подданство. Поручение это было блестяще выполнено, и присоединение к России прошло почти без сопротивления.
Был повышен в чине до подполковника, затем состоял начальником Тедженского уезда. Жил и занимался хозяйством в родовом имении в Дурунском приставстве в ауле Хан Кяриз Асхабадского уезда Закаспийской области.
27 февраля 1907 года был избран в Государственную думу II созыва от коренного населения Закаспийской области. В момент избрания в Думу был указан как подполковник милиции, землевладелец, беспартийный. Входил в Мусульманскую фракцию. Крайне плохо владел русским языком, вынужден был пользоваться услугами переводчика, нанятого в Санкт-Петербурге. В думских комиссиях не состоял.
После роспуска Государственной думы вернулся на родину. В начале 1910 года вновь посетил Санкт-Петербург, приехав в качестве представителя ахалтекинцев в составе туркменской депутации, «для принесения благодарности за высочайшие милости, оказанные по случаю 25-летия присоединения Мерва» к России. Участие Махтумкули-хана в этом событии, учитывая его особую роль в присоединении Мерва, было вполне оправдано.
Согласно аналитической справке ОГПУ Туркменской ССР от 25 сентября 1931 года, местное население Ахал-Текинского оазиса во время Гражданской войны «почти никакого участия на стороне белых не принимало, за очень редким исключением, сохраняя в большинстве нейтралитет во главе с крупным и влиятельным на весь Ахал-Текинский оазис родоначальником Махтум Кули Ханом, который с занятием бывшей Закаспийской области красными в конце 1920 и начале 1921 гг. был членом Реввоенсовета 1-й армии. Постоянным местопребыванием Махтум Кули Хана был аул Хан Кяриз… К моменту завоевания Закаспийского края русскими Махтум Кули Хан считался общепризнанным вождём туркмен не только нынешнего Бахарденского района, но и всего бывшего Ашхабадского округа».
По другим сведениям, нуждающимся в подтверждении, последние годы жизни Махтум-Кули Хан жил в оазисе Байрам-Али.